# Завод за тежко машиностроене – Радомир
Заводът за тежко машиностроене – Радомир, наричан също Комбинат „Червена могила“, е машиностроително предприятие в град Радомир, България. Изграждането му започва в началото на 80-те години и не е напълно завършено при срива на комунистическия режим. През 1991 година е разделен на 5 самостоятелни предприятия.

## История
Изграждането на голям завод за производство на нестандартно оборудване за промишлеността в Радомир се планира от средата на 70-те години, като целта е той да даде заетост на работниците след планираното закриване на нерентабилните каменовъглени „Мини – Перник“ и амортизирания Машиностроителен завод „Струма“. Проектът има голямо политическо значение, като с него са ангажирани членът на Политбюро Огнян Дойнов и лично диктаторът Тодор Живков, който прави официално първата копка на обекта през декември 1976 година.
Заводът трябва да бъде създаден съвместно с японската компания „Кобе Стийл“, която трябва да предостави производствената технология, на базата на неин подобен завод в Такасаго, да управлява предприятието в продължение на 5 години и да организира износа срещу конвертируема валута на продукция за 200 – 300 милиона долара годишно, тъй като планираният капацитет на завода далеч надхвърля потреблението в България. Със своя мащаб и неясна рентабилност проектът предизвиква възраженията на Министерството на финансите, Министерството на строителството и Българската народна банка, но въпреки това реализацията му започва поради силния натиск от политическото ръководство.
След продължителен период на изграждане, в хода на който планираният капацитет на завода и инвестициите постоянно нарастват, първите производствени мощности започват да функционират през 1985 година. През 1986 година отношенията с „Кобе Стийл“ са прекратени под натиска на Съветския съюз, като по-късно Дойнов обвинява за това „долнопробна интрига“ на своя политически съперник в партийното ръководство Андрей Луканов. Направен е опит за съвместна работа със съветския Новокраматорски машиностроителен завод, който също се проваля.
По разчети от началото на 90-те години, в завода са инвестирани 1,4 милиарда лева, почти изцяло от преки инвестиции или кредити от държавния бюджет или Българската народна банка. В същото време общият обем на произведената продукция за 1980 – 1990 година е за едва 602 милиона лева, като основната част от капацитета на предприятието е неизползван – през 1989 година натоварването на производствените мощности е 12,5%, а през 1990 година – 5,8%. Заводът работи на планирана загуба, покривана с държавни дотации, надхвърлящи половината от стойността на произведената продукция, и към 1991 година е във фактически фалит – не само не може да обслужва кредитите си, но и няма средства за изплащане на заплати.
Част от функциониращите мощности се прехвърлят към Радомир Метал Индъстрийз, който през 1999 г. е приватизиран от „Радомир метали“.